# Monterilla (tocado)

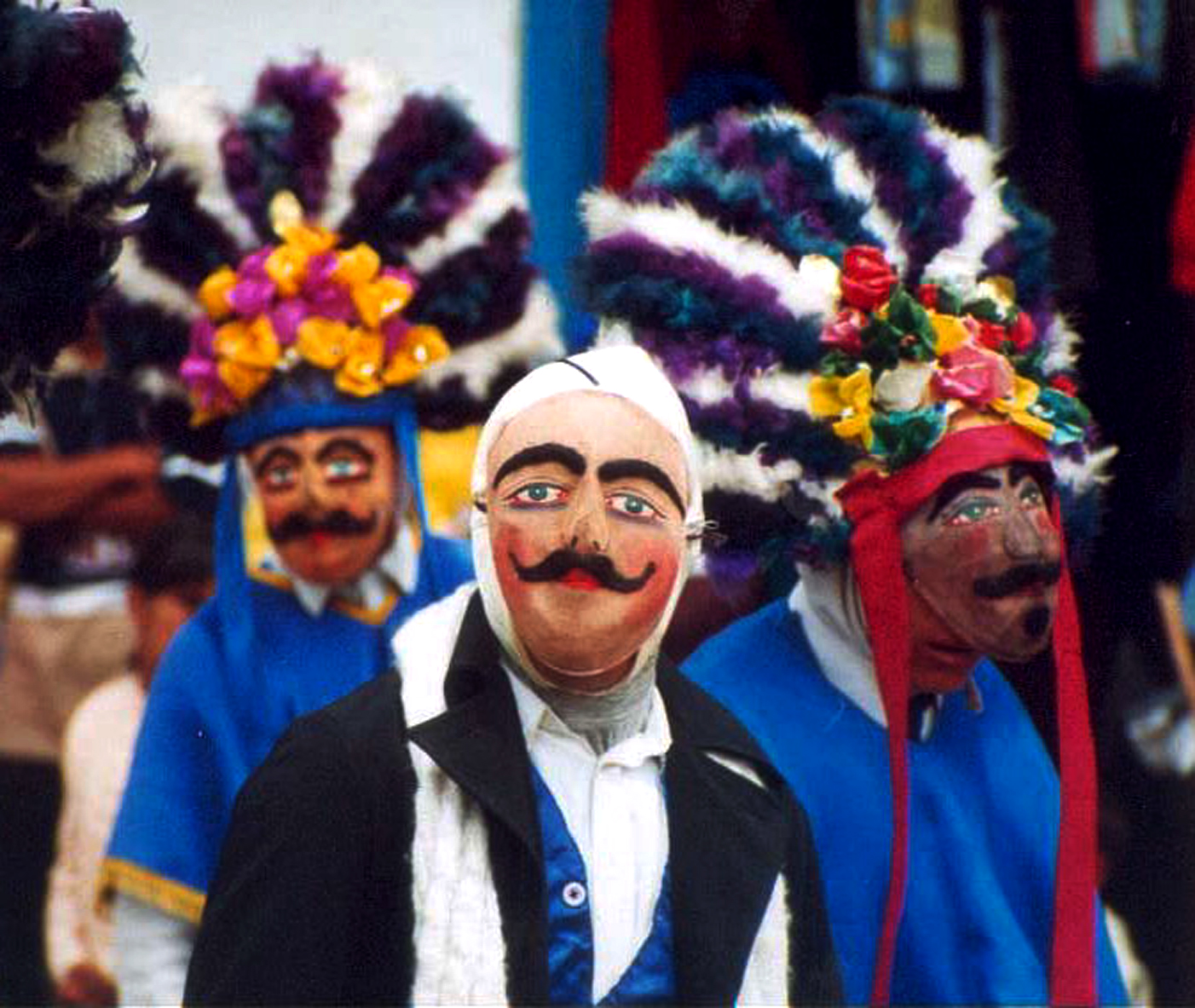
Integrantes de la danza ritual paso huanquilla (Chacas, Perú) con sus monterillas y máscaras de malla de metal.

La monterilla es un tocado masculino que forma parte de la indumentaria de danzas rituales tradicionales en la zona de Conchucos, en la región peruana de Áncash. Hace referencia a la alta jerarquía del que lo porta y está elaborada con plumas de pavo real y aves selváticas.
Las danzas de Áncash que utilizan esta prenda como parte de su atuendo son el paso huanquilla, los huancas de San Marcos, la mozo danza y los anti runas de Chacas y San Marcos.
Su equivalente femenino es el llauto, también elaborado con plumas de aves tropicales. 

## Historia
Según la historiadora María Amez Márquez, el tocado hace referencia a la alta jerarquía del que lo porta, y hasta antes de la conquista española, los únicos que podían portarla eran los huacones, chamanes o jefes de pachacas para rituales dentro de un calendario mágico religioso donde se adoraban los solsticios, la luna y la lluvia. La autora destaca que este tocado no ha sufrido variaciones desde al menos 1000 años, sustentando ello en las referencias arqueológicas de Chavín y la puerta del sol de Tiahuanaco.
"Sobre la cabeza llevan una monterilla o penacho de plumas de dos colores, acomodados a manera de rayos, en la parte inferior de la montera cuelgan cintas con los siete colores del arco iris, esta monterilla tiene mucha semejanza con el tocado que lleva el dios Huiracocha de la Puerta del Sol en Tiahuanaco."